# Gracilinanus dryas
Gracilinanus dryas är en pungdjursart som först beskrevs av Oldfield Thomas 1898. Gracilinanus dryas ingår i släktet Gracilinanus och familjen pungråttor. IUCN kategoriserar arten globalt som nära hotad. Inga underarter finns listade.
Pungdjuret förekommer i Venezuela och Colombia i bergstrakter som är 1 100 till 4 000 meter höga. Habitatet utgörs av molnskogar och andra skogar. Arten vistas antagligen främst i träd.
Arten når en kroppslängd (huvud och bål) av cirka 11 cm och en svanslängd av ungefär 14 cm. Pälsen har på ovansidan en mörkbrun färg och undersidan är ljusare brungrå. I den mörka pälsen på ryggen är några ljusa täckhår inblandade vad som skiljer Gracilinanus dryas från Gracilinanus marica. Arten tillhör pungdjuren men honor saknar pung (marsupium). Hos andra arter av släktet är hanar större än honor och troligen är det likadant för Gracilinanus dryas.
Levnadssättet antas vara lika som hos andra medlemmar av samma släkte. En bättre känd art är till exempel Gracilinanus microtarsus.